# Lawrence Power
Pour les articles homonymes, voir Power.
Lawrence Power est un altiste anglais né en 1977.

## Biographie
Lawrence Power commence ses études d'alto à l'âge de huit ans. Il entre à la Guildhall School of Music and Drama à l'âge de onze ans, puis continue ses études à la Juilliard School avec Karen Tuttle. En 1999 il  gagne le Premier prix du Concours international d'alto William Primrose à Londres et, en 2000, le troisième prix du Concours international d'alto Maurice Vieux. Il enseigne ponctuellement au Royal College of Music de Londres et donne des master-classes au Verbier Festival. Il a joué en soliste avec le BBC Symphony Orchestra, l'Orchestre symphonique de Londres, l'Orchestre philharmonique royal de Liverpool, l'English Chamber Orchestra, l'Orchestre philharmonique de Stockholm.
Il a interprété la Symphonie concertante pour violon et alto de Mozart avec Maxim Vengerov et le Concerto pour alto de William Walton. Sa discographie comprend toute l'œuvre pour alto de Paul Hindemith, les sonates pour alto de Johannes Brahms, la sonate pour alto et piano de Dmitri Chostakovitch.
En tant que chambriste il travaille avec le Nash Ensemble et avec le Leopold String Trio.
Il joue un alto fabriqué par Antonio Brensi à Bologne en 1610.